# Zamarada phoenopasta
Zamarada phoenopasta là một loài bướm đêm trong họ Geometridae.